# Quarto (Italie)
Pour les articles homonymes, voir Quarto (homonymie).
Quarto est une commune de la ville métropolitaine de Naples, dans la région Campanie, en Italie.

## Administration
| Période                                  | Période  | Identité | Étiquette | Qualité |
| ---------------------------------------- | -------- | -------- | --------- | ------- |
| 10 mai 2006                              | En cours |          |           |         |
| Les données manquantes sont à compléter. |          |          |           |         |

### Communes limitrophes
Giugliano in Campania, Marano di Napoli, Naples, Pouzzoles, Villaricca.